# ザ・ゲーム〜午前0時:愛の鎮魂歌〜
『ザ・ゲーム〜午前0時：愛の鎮魂歌〜』（ザ・ゲーム〜ごぜんれいじ：あいのレクイエム〜、朝: 더 게임: 0시를 향하여）は、2020年に放送された韓国のテレビドラマ。出演は、オク・テギョン、イ・ヨニ、イム・ジュファンなど。韓国MBCで2020年1月22日から3月12日まで、毎週水・木曜日に放送された。

## あらすじ
目を見るとその人の死の瞬間が見える能力を持つキム・テピョン（オク・テギョン）は、ある事件をきっかけに刑事のソ・ジュニョン（イ・ヨニ）に出会う。ジュニョンはテピョンが初めて遭遇した「死の瞬間が見えない人物」で、テピョンはジュニョンの運命を予知できない理由が気になっていた。そんな中、テピョンはカフェですれ違った女子高生ミジン（チェ・ダイン）が生き埋めにされる瞬間を予知し、すぐに後を追うが、ミジンは携帯電話とケーキを残して失踪する。事件を担当することになったジュニョンは、テピョンの予知した内容が20年前の連続殺人事件「午前0時の殺人鬼」の手口に類似していることに気付き、テピョンに協力を仰ぐ。自分の見た死の瞬間を手掛かりにミジンの居場所を突き止めて救出したテピョンは、初めて自分の予知した死の運命が変わる体験をし、死を止める方法を見つけ、大切な人を失うことを恐れてばかりの人生を変えたいと思うようになる。しかし、ミジンの死の運命は入院先の病室での絞殺に変わり、テピョンは犯人が子供の頃に児童養護施設で出会った男であることに気付く。

## 登場人物

### 主要人物
キム・テピョン
演 - オク・テギョン（幼少期：キム・ゴヌ）
目を見るとその人の死の瞬間が見える能力を持つ。
ソ・ジュニョン
演 - イ・ヨニ（幼少期：チュ・イェリム）
ソウル中央署強力1チーム刑事。20年前の事件で刑事だった父親を失う。
ク・ドギョン
演 - イム・ジュファン（幼少期：キム・ガンフン）
国立科学捜査研究院解剖医。

### テピョン周辺の人物
ペク先生
演 - チョン・ドンファン
テピョンと同居している元能力者。失明するまでテピョンと同じ能力を持っていた。
イ・ヨナ
演 - リュ・ヘリン
ペク先生の弁護士兼秘書。

### ソウル中央署
ナム・ウヒョン
演 - パク・ジイル
強力係長。ジュニョンの父の元同僚で、親代わり。
ハン・ドンウ
演 - チェ・ジェウン
強力1チーム長。
ユン・ガンジェ
演 - シン・ソンミン
強力1チーム刑事。
コ・ボンス
演 - イ・スンウ
強力1チーム刑事。
チ・スヒョン
演 - イ・ボム
鑑識チーム刑事。ジュニョンの友人。

### ハナ日報
イ・ジュニ
演 - パク・ウォンサン
キャップ。ミジンの父。
パク・ハンギュ
演 - ホン・イン
記者。
オ・イェジ
演 - ユン・ジウォン
新人記者。

### その他の人物
イ・ミジン
演 - チェ・ダイン
女子高生。拉致され、生き埋めにされる。
ユ・ジウォン
演 - チャン・ソヨン
ミジンの母。
チョ・ピルトゥ
演 - キム・ヨンジュン
20年前の連続殺人事件で逮捕され、死刑囚として収監されている。
ソ・ドンチョル
演 - キム・ハクソン
ジュニョンの父で、元刑事。20年前にピルトゥを追跡中に転落し、殉職した。

## オリジナルサウンドトラック

### パート1
| #         | タイトル                 | 作詞      | 作曲・編曲 | アーティスト | 時間 |
| --------- | ------------------------ | --------- | ---------- | ------------ | ---- |
| 1.        | 「Where You Are」        | Nuvocity  | Nuvocity   | A.C.E        | 3:33 |
| 2.        | 「Where You Are」(Inst.) |           | Nuvocity   |              | 3:33 |
| 合計時間: | 合計時間:                | 合計時間: | 7:06       |              |      |

### パート2
| #         | タイトル                                  | 作詞                                   | 作曲・編曲                             | アーティスト | 時間 |
| --------- | ----------------------------------------- | -------------------------------------- | -------------------------------------- | ------------ | ---- |
| 1.        | 「私の心があなたの心に」(내맘이 그대맘에) | Gentile Division (이방원사단) · Lee An | Gentile Division (이방원사단) · Lee An | Hickee       | 3:53 |
| 2.        | 「私の心があなたの心に」(Inst.)           |                                        | Gentile Division (이방원사단) · Lee An |              | 3:53 |
| 合計時間: | 合計時間:                                 | 合計時間:                              | 7:46                                   |              |      |

### パート3
| #         | タイトル            | 作詞                     | 作曲・編曲               | アーティスト | 時間 |
| --------- | ------------------- | ------------------------ | ------------------------ | ------------ | ---- |
| 1.        | 「トンネル」(터널)  | Shoulder Thug (어깨깡패) | Shoulder Thug (어깨깡패) | Harryan      | 4:05 |
| 2.        | 「トンネル」(Inst.) |                          | Shoulder Thug (어깨깡패) |              | 4:05 |
| 合計時間: | 合計時間:           | 合計時間:                | 8:10                     |              |      |

### パート4
| #         | タイトル                           | 作詞      | 作曲・編曲               | アーティスト | 時間 |
| --------- | ---------------------------------- | --------- | ------------------------ | ------------ | ---- |
| 1.        | 「Day Always Come On Time」        | Gogang    | Gogang · Choi Young-hoon | Gogang       | 3:13 |
| 2.        | 「Day Always Come On Time」(Inst.) |           | Gogang · Choi Young-hoon |              | 3:13 |
| 合計時間: | 合計時間:                          | 合計時間: | 6:26                     |              |      |

### パート5
| #         | タイトル       | 作詞          | 作曲・編曲                             | アーティスト | 時間 |
| --------- | -------------- | ------------- | -------------------------------------- | ------------ | ---- |
| 1.        | 「1日」(하루)  | Jung Young-ah | Gentile Division (이방원사단) · Lee An | Floody       | 3:58 |
| 2.        | 「1日」(Inst.) |               | Gentile Division (이방원사단) · Lee An |              | 3:58 |
| 合計時間: | 合計時間:      | 合計時間:     | 7:56                                   |              |      |

### パート6
| #         | タイトル            | 作詞      | 作曲・編曲              | アーティスト | 時間 |
| --------- | ------------------- | --------- | ----------------------- | ------------ | ---- |
| 1.        | 「その愛」(그 사랑) | Jo Yu-ma  | Jo Yu-ma · Jung Jae-pil | Yoonsoan     | 4:22 |
| 2.        | 「その愛」(Inst.)   |           | Jo Yu-ma · Jung Jae-pil |              | 4:20 |
| 合計時間: | 合計時間:           | 合計時間: | 8:42                    |              |      |

## 視聴率
下の表で、青字は最低視聴率、赤字は最高視聴率を表す。
| 話   | 放送日        | タイトル               |                        |
| 話   | 放送日        | タイトル               | Nielsen Korea （全国） |
| ---- | ------------- | ---------------------- | ---------------------- |
| 1    | 2020年1月22日 | 死が見える男           | 2.7%                   |
| 2    | 2020年1月22日 | 死が見える男           | 3.8%                   |
| 3    | 2020年1月23日 | 救いたい命             | 2.5%                   |
| 4    | 2020年1月23日 | 救いたい命             | 3.7%                   |
| 5    | 2020年1月29日 | 0時の殺人鬼            | 3.1%                   |
| 6    | 2020年1月29日 | 0時の殺人鬼            | 4.2%                   |
| 7    | 2020年1月30日 | 悪縁                   | 3.3%                   |
| 8    | 2020年1月30日 | 悪縁                   | 4.5%                   |
| 9    | 2020年2月5日  | 忘れていた記憶         | 3.2%                   |
| 10   | 2020年2月5日  | 忘れていた記憶         | 4.6%                   |
| 11   | 2020年2月6日  | 彼女の死が見えない理由 | 3.2%                   |
| 12   | 2020年2月6日  | 彼女の死が見えない理由 | 3.8%                   |
| 13   | 2020年2月12日 | 大切な人               | 2.8%                   |
| 14   | 2020年2月12日 | 大切な人               | 4.0%                   |
| 15   | 2020年2月13日 | 隠された真犯人         | 3.0%                   |
| 16   | 2020年2月13日 | 隠された真犯人         | 4.5%                   |
| 17   | 2020年2月19日 | 愛する者の運命         | 2.5%                   |
| 18   | 2020年2月19日 | 愛する者の運命         | 3.4%                   |
| 19   | 2020年2月20日 | 君を守るために         | 3.2%                   |
| 20   | 2020年2月20日 | 君を守るために         | 3.7%                   |
| 21   | 2020年2月26日 | 死の運命は変わったか   | 2.6%                   |
| 22   | 2020年2月26日 | 死の運命は変わったか   | 3.8%                   |
| 23   | 2020年2月27日 | 罪と罰                 | 3.2%                   |
| 24   | 2020年2月27日 | 罪と罰                 | 3.9%                   |
| 25   | 2020年3月4日  | 悲しき未来を回避せよ   | 3.0%                   |
| 26   | 2020年3月4日  | 悲しき未来を回避せよ   | 4.0%                   |
| 27   | 2020年3月5日  | 背負った十字架         | 3.3%                   |
| 28   | 2020年3月5日  | 背負った十字架         | 3.4%                   |
| 29   | 2020年3月11日 | 最期の日               | 2.8%                   |
| 30   | 2020年3月11日 | 最期の日               | 3.9%                   |
| 31   | 2020年3月12日 | 必ず君を見つける       | 2.9%                   |
| 32   | 2020年3月12日 | 必ず君を見つける       | 3.5%                   |
| 平均 | 平均          | 平均                   | 3.4%                   |

## 受賞歴
| 年   | 賞                | 部門                             | 受賞者           | 結果       |
| ---- | ----------------- | -------------------------------- | ---------------- | ---------- |
| 2020 | 第39回MBC演技大賞 | 水木ミニシリーズ男性最優秀演技賞 | オク・テギョン   | ノミネート |
| 2020 | 第39回MBC演技大賞 | 水木ミニシリーズ女性最優秀演技賞 | イ・ヨニ         | ノミネート |
| 2020 | 第39回MBC演技大賞 | 水木ミニシリーズ男性優秀演技賞   | イム・ジュファン | 受賞       |